# Expedición 20
La Expedición 20 fue la vigésima estancia de larga duración en la Estación Espacial Internacional. La Soyuz TMA-15 fue lanzada desde el Cosmódromo de Baikonur a las  10:34 UTC del 27 de mayo de 2009. El vehículo se acopló con la estación el 29 de mayo de 2009, cambiando oficialmente la tripulación de la Expedición 19 a la Expedición 20.
La Expedición 20 es la primera vez que seis miembros de la tripulación se encuentran en la estación. Para lograr situar en órbita a los seis miembros de la tripulación, fueron necesarios dos vuelos separados de la Soyuz TMA (cada Soyuz TMA sólo puede transportar a tres personas): la Soyuz TMA-14 transportó a la Expedición 19 el 26 de marzo de 2009, y la Soyuz-TMA-15 el 27 de mayo de 2009.
Gennady Padalka es el primer comandante de una tripulación de seis miembros de la estación, y el primer comandante de dos expediciones (Expedición 19 y 20). Nicole Stott será el último astronauta expedición que se iniciará en la lanzadera.

## Tripulación
| Posición             | Primera parte (mayo a junio de 2009)                 | Segunda parte (junio a agosto de 2009)               | Tercera parte (agosto a octubre de 2009)             |
| -------------------- | ---------------------------------------------------- | ---------------------------------------------------- | ---------------------------------------------------- |
| Comandante           | Gennady Padalka, RSA Tercer vuelo espacial           | Gennady Padalka, RSA Tercer vuelo espacial           | Gennady Padalka, RSA Tercer vuelo espacial           |
| Ingeniero de vuelo 1 | Michael Barratt, NASA Primer vuelo espacial          | Michael Barratt, NASA Primer vuelo espacial          | Michael Barratt, NASA Primer vuelo espacial          |
| Ingeniero de vuelo 2 | Koichi Wakata, JAXA Tercer vuelo espacial            | Timothy Kopra, NASA Primer vuelo espacial            | Nicole Stott, NASA Primer vuelo espacial             |
| Ingeniero de vuelo 3 | Frank De Winne, ESA (Bélgica) Segundo vuelo espacial | Frank De Winne, ESA (Bélgica) Segundo vuelo espacial | Frank De Winne, ESA (Bélgica) Segundo vuelo espacial |
| Ingeniero de vuelo 4 | Roman Romanenko, RSA Primer vuelo espacial           | Roman Romanenko, RSA Primer vuelo espacial           | Roman Romanenko, RSA Primer vuelo espacial           |
| Ingeniero de vuelo 5 | Robert Thirsk, CSA Segundo vuelo espacial            | Robert Thirsk, CSA Segundo vuelo espacial            | Robert Thirsk, CSA Segundo vuelo espacial            |

## Tripulación de reserva
- Jeffrey Williams, comandante
- Maksim Surayev
- Timothy Creamer
- Catherine Coleman
- Chris Hadfield
- Dimitri Kondratyev
- André Kuipers